# Rameau carpien palmaire de l'artère ulnaire
Le rameau carpien palmaire de l'artère ulnaire est une artère du poignet.

## Origine
Le rameau carpien palmaire de l'artère ulnaire est une branche terminale de l'artère ulnaire.

## Trajet
Le rameau carpien palmaire de l'artère ulnaire traverse l'avant du carpe sous les tendons du muscle fléchisseur profond des doigts.
Il s'anastomose avec le rameau carpien palmaire de l'artère radiale.